# The Boy Who Knew Too Much
Albums de Mika
Life in Cartoon Motion
(2009) The Origin of Love
(2012)
Singles
1. We Are Golden
Sortie : 7 septembre 2009
2. Rain
Sortie : 23 novembre 2009
3. Blame It on the Girls
Sortie : 15 février 2010
4. Kick Ass (We Are Young)
Sortie : 2 mai 2010

The Boy Who Knew Too Much est le deuxième album studio de l’auteur-compositeur-interprète libano-britannique Mika. Il sort entre le 18 et le 21 septembre 2009 sous le label Polydor en Europe.

## Développement
Lors de la création de son deuxième opus, Mika prend la décision de travailler une nouvelle fois avec le producteur canadien Greg Wells, qui avait précédemment œuvré sur son premier essai, Life in Cartoon Motion. En juin 2008, une majeure partie des chansons destinées à cet album sont composées aux Studios Olympic à Londres. Trois mois plus tard, le chanteur se déplace jusqu’aux studios Rocket Carousel à Los Angeles, où l’enregistrement complet du disque s’effectue. Mika indique que la thématique de l’opus traite de sa propre adolescence, et ce, « à l’image d’une seconde partie » faisant suite à Life in Cartoon Motion. Contrairement aux thèmes constituants ce dernier, que Mika décrit comme étant des « contes de fées innocents », l’atmosphère des chansons de cet album est, d’après lui, similaire à des « fantaisies gothiques influencées par Tim Burton ».
Le titre provisoire du disque était We Are Golden, tout comme celui du premier single dont il est extrait. Le 20 juillet 2009, au cours d’une entrevue avec le disc jockey Jo Whiley pour la station de radio BBC Radio 1, Mika déclare qu’il envisage de renommer son projet, en affirmant sa volonté que « quelque chose d’un peu plus ridicule » en découle. Le 6 août 2009, il est confirmé que le titre sera ultimement modifié pour devenir The Boy Who Knew Too Much. Inspirée par les livres illustrés pour enfants des années 1940 à 1970 et tout comme pour Life in Cartoon Motion, la pochette de l’opus est conçue par une palette d’artistes dont DaWack, qui est en fait la sœur de l’interprète travaillant sous un nom de plume ; la dessinatrice australienne Sophie Blackall ; Richard Hogg, collaborateur pour le studio graphique britannique Airside ; et enfin par Mika lui-même.

## Accueil critique
L’album reçoit des commentaires généralement favorables des critiques professionnelles, tous retranscrits en un score total de soixante-dix points sur cent établi par le site web Metacritic.

## Singles
- We Are Golden est le premier single issu de l’album. Il est diffusé pour la première fois sur la station de radio BBC Radio 2 au Royaume-Uni le 20 juillet 2009 et se hisse à la quatrième place des hit-parades britanniques.

- Rain est choisi comme deuxième single dans certains pays d’Europe et sort le 23 novembre 2009 au format physique et numérique. Il atteint la soixante-douzième place des classements britanniques, devenant ainsi le premier single de Mika à se classer en dessous du top 40 au Royaume-Uni.

- Blame It on the Girls est publié le 15 février 2010 en tant que troisième single en Europe et second single en Amérique du Nord et en Asie. Il se hisse à la première place des hit-parades japonais mais ne réalise aucune performance de ce genre aux États-Unis.

## Liste des pistes
| The Boy Who Knew Too Much — Édition standard | The Boy Who Knew Too Much — Édition standard | The Boy Who Knew Too Much — Édition standard | The Boy Who Knew Too Much — Édition standard | The Boy Who Knew Too Much — Édition standard | The Boy Who Knew Too Much — Édition standard | The Boy Who Knew Too Much — Édition standard | The Boy Who Knew Too Much — Édition standard | The Boy Who Knew Too Much — Édition standard | The Boy Who Knew Too Much — Édition standard |
| No                                           | Titre                                        | Auteur                                       | Durée                                        |                                              |                                              |                                              |                                              |                                              |                                              |
| -------------------------------------------- | -------------------------------------------- | -------------------------------------------- | -------------------------------------------- | -------------------------------------------- | -------------------------------------------- | -------------------------------------------- | -------------------------------------------- | -------------------------------------------- | -------------------------------------------- |
| 1.                                           | We Are Golden                                | Mika                                         | 3:58                                         |                                              |                                              |                                              |                                              |                                              |                                              |
| 2.                                           | Blame It on the Girls                        | Mika                                         | 3:34                                         |                                              |                                              |                                              |                                              |                                              |                                              |
| 3.                                           | Rain                                         | Mika, Jodi Marr                              | 3:43                                         |                                              |                                              |                                              |                                              |                                              |                                              |
| 4.                                           | Dr. John                                     | Mika                                         | 3:44                                         |                                              |                                              |                                              |                                              |                                              |                                              |
| 5.                                           | I See You                                    | Mika, Walter Afanasieff                      | 4:17                                         |                                              |                                              |                                              |                                              |                                              |                                              |
| 6.                                           | Blue Eyes                                    | Mika                                         | 2:50                                         |                                              |                                              |                                              |                                              |                                              |                                              |
| 7.                                           | Good Gone Girl                               | Mika, Jodi Marr                              | 3:02                                         |                                              |                                              |                                              |                                              |                                              |                                              |
| 8.                                           | Touches You                                  | Mika                                         | 3:19                                         |                                              |                                              |                                              |                                              |                                              |                                              |
| 9.                                           | By the Time                                  | Mika, Imogen Heap                            | 3:21                                         |                                              |                                              |                                              |                                              |                                              |                                              |
| 10.                                          | One Foot Boy                                 | Mika, Rob Davis                              | 2:58                                         |                                              |                                              |                                              |                                              |                                              |                                              |
| 11.                                          | Toy Boy                                      | Mika, Jodi Marr                              | 2:56                                         |                                              |                                              |                                              |                                              |                                              |                                              |
| 12.                                          | Pick Up Off the Floor                        | Mika                                         | 3:24                                         |                                              |                                              |                                              |                                              |                                              |                                              |
| 41:13                                        |                                              |                                              |                                              |                                              |                                              |                                              |                                              |                                              |                                              |

| 13. | Lover Boy (Bonus track) | Mika | 3:17 |

| 1.  | Grace Kelly                  | Mika, Jodi Marr, John Merchant, Dan Warner | 4:24 |
| 2.  | Lady Jane                    | Mika                                       | 3:04 |
| 3.  | Stuck in the Middle          | Mika                                       | 6:06 |
| 4.  | Lonely Alcoholic             | Mika                                       | 3:17 |
| 5.  | Blue Eyes                    | Mika                                       | 3:34 |
| 6.  | Toy Boy                      | Mika, Jodi Marr                            | 3:55 |
| 7.  | Billy Brown                  | Mika                                       | 3:32 |
| 8.  | Good Gone Girl               | Mika, Jodi Marr                            | 3:10 |
| 9.  | Over My Shoulder             | Mika                                       | 4:11 |
| 10. | Big Girl (You Are Beautiful) | Mika                                       | 4:12 |
| 11. | Love Today                   | Mika                                       | 3:45 |
| 12. | Blame It on the Girls        | Mika                                       | 6:18 |
| 13. | Happy Ending                 | Mika                                       | 5:21 |
| 14. | Lollipop                     | Mika                                       | 7:08 |
| 15. | My Interpretation            | Mika, Jodi Marr, Richie Supa               | 3:14 |
| 16. | Rain                         | Mika                                       | 5:07 |
| 17. | Relax, Take It Easy          | Mika                                       | 5:38 |

| 13. | Lady Jane | Mika | 3:20 |
| 14. | Lover Boy | Mika | 3:13 |

| 13. | We Are Golden (version acoustique) | Mika | 3:08 |

| 13. | Kick Ass (We Are Young)                      | Mika, Jodi Marr, RedOne          | 3:12 |
| 14. | Lover Boy                                    | Mika                             | 3:13 |
| 15. | Lady Jane                                    | Mika                             | 3:20 |
| 16. | Lonely Alcoholic                             | Mika                             | 3:08 |
| 17. | Rain (version acoustique)                    | Mika                             | 3:06 |
| 18. | Poker Face (BBC Radio 1 Live Lounge Session) | Stefani Germanotta, Nadir Khayat | 3:09 |
| 19. | Satellite                                    | Mika                             | 4:14 |
| 20. | Ring Ring                                    | Mika                             | 2:48 |

## Crédits
Les données sont issues du livret de The Boy Who Knew Too Much.
- Mika – vocaliste, pianiste, claviériste, choriste, violoniste

Musiciens supplémentaires
| - Walter Afanasieff – percussionniste, claviériste - The Andrae Crouch Choir – choriste - Lorna Bridge – choriste - Paul Buckmaster – cordes - Matt Chamberlain – batteur, percussionniste - Andrew Dermanis – choriste (supplémentaire) - Gary Grant – corniste - Jerry Hey – corniste - Imogen Heap – batteur, choriste, claviériste - Dan Higgins – corniste - Alex Millar – choriste - Audrey Moukataff – choriste - Chris Nicolaides – choriste | - Cherisse Osei – batteur - Owen Pallett – violoniste - Tim Pierce – guitariste - Fortune Penniman – choriste - Paloma Penniman – choriste, choriste (supplémentaire) - Zuleika Penniman – choriste - Bill Reichenbach Jr. – corniste - Dan Rothchild – bassiste, choriste - Fabien Waltmann – claviériste - Martin Waugh – guitariste, choriste - Greg Wells – claviériste, batteur, bassiste, percussionniste, guitariste - Ida Falk Winland – choriste - Lyle Workman – guitariste |

## Classements et certifications
L'album s'est vendu à plus de 400 000 exemplaires, en France et, de septembre 2009 à février 2010, à plus de 715 000 exemplaires  dans le monde. Ne s'éternisant pas dans les classements nationaux des meilleures ventes d'albums, The Boy Who Knew Too Much plafonne à 800 000 exemplaires écoulés. 
L'album est certifié triple disque de platine en France, disque de platine en Belgique et disque d'or au Canada, en Italie et en Suisse et UK.
A vendu 2.000.000 d'exemplaires
| Classement (2011)                        | Meilleure position |
| ---------------------------------------- | ------------------ |
| Allemagne (Media Control AG)             | 6                  |
| Australie (ARIA)                         | 10                 |
| Autriche (Ö3 Austria Top 40)             | 9                  |
| Belgique (Flandre Ultratop)              | 3                  |
| Belgique (Wallonie Ultratop)             | 3                  |
| Canada (Canadian Albums)                 | 19                 |
| Danemark (Tracklisten)                   | 24                 |
| Espagne (Promusicae)                     | 7                  |
| États-Unis (Billboard 200)               | 19                 |
| États-Unis (Top Dance/Electronic Albums) | 5                  |
| France (SNEP)                            | 1                  |
| Grèce (IFPI)                             | 45                 |
| Irlande (IRMA)                           | 1                  |
| Italie (FIMI)                            | 10                 |
| Norvège (VG-lista)                       | 29                 |
| Nouvelle-Zélande (RIANZ)                 | 30                 |
| Pays-Bas (Mega Album Top 100)            | 5                  |
| Portugal (AFP)                           | 17                 |
| Royaume-Uni (UK Albums Chart)            | 5                  |
| Suède (Sverigetopplistan)                | 14                 |
| Suisse (Schweizer Hitparade)             | 2                  |

| Classement (2009) | Position |
| ----------------- | -------- |
| Europe            | 49       |
| France            | 12       |
| Suisse            | 60       |

| Pays                  | Certification | Ventes certifiées |
| --------------------- | ------------- | ----------------- |
| Belgique (BEA)        | Platine       | 30 000            |
| Canada (Music Canada) | Or            | 40 000            |
| France (SNEP)         | 3 × Platine   | 300 000           |
| Italie (FIMI)         | Platine       | 60 000            |
| Suisse (IFPI Suisse)  | Or            | 15 000            |

## Historique de sortie
| Pays                         | Date              |
| ---------------------------- | ----------------- |
| Hong Kong (format numérique) | 5 septembre 2009  |
| Pays-Bas                     | 16 septembre 2009 |
| France                       | 18 septembre 2009 |
| Australie                    | 18 septembre 2009 |
| Allemagne                    | 18 septembre 2009 |
| Italie                       | 18 septembre 2009 |
| Irlande                      | 18 septembre 2009 |
| Royaume-Uni                  | 21 septembre 2009 |
| Argentine                    | 21 septembre 2009 |
| Mexique                      | 21 septembre 2009 |
| Corée du Sud                 | 21 septembre 2009 |
| États-Unis                   | 22 septembre 2009 |
| Brésil                       | 22 septembre 2009 |
| Canada                       | 22 septembre 2009 |